# 曼迪·博伊德
曼迪·博伊德（英語：Mandy Boyd，1991年10月15日—），新西兰女子草地滚球运动员。她曾代表新西兰参加2014年英联邦运动会草地滚球比赛，获得女子四人铜牌。